# Сьоссет (Нью-Йорк)
Сьоссет (англ. Syosset) — переписна місцевість (CDP) в США, в окрузі Нассау штату Нью-Йорк. Населення — 19 259 осіб (2020).

## Географія
Сьоссет розташований за координатами 40°48′56″ пн. ш. 73°30′7″ зх. д. / 40.81556° пн. ш. 73.50194° зх. д. (40.815679, -73.502028).  За даними Бюро перепису населення США в 2010 році переписна місцевість мала площу 12,88 км², уся площа — суходіл.

## Демографія
Згідно з переписом 2010 року, у переписній місцевості мешкало 18 829 осіб у 6188 домогосподарствах у складі 5236 родин. Густота населення становила 1462 особи/км².  Було 6339 помешкань (492/км²).
Расовий склад населення:
| - 74,4 % — білих - 22,2 % — азіатів - 0,8 % — чорних або афроамериканців - 0,1 % — корінних американців |

До двох чи більше рас належало 1,6 %. Частка іспаномовних становила 4,1 % від усіх жителів.
За віковим діапазоном населення розподілялося таким чином: 26,8 % — особи молодші 18 років, 58,4 % — особи у віці 18—64 років, 14,8 % — особи у віці 65 років та старші. Медіана віку мешканця становила 43,0 року. На 100 осіб жіночої статі у переписній місцевості припадало 98,3 чоловіків;  на 100 жінок у віці від 18 років та старших — 90,9 чоловіків також старших 18 років.
Середній дохід на одне домашнє господарство  становив 183 728 доларів США (медіана — 145 879), а середній дохід на одну сім'ю — 201 027 доларів (медіана — 165 360). Медіана доходів становила 109 579 доларів для чоловіків та 76 938 доларів для жінок. За межею бідності перебувало 4,4 % осіб, у тому числі 3,5 % дітей у віці до 18 років та 9,0 % осіб у віці 65 років та старших.
Цивільне працевлаштоване населення становило 9149 осіб. Основні галузі зайнятості: освіта, охорона здоров'я та соціальна допомога — 27,0 %, науковці, спеціалісти, менеджери — 16,4 %, фінанси, страхування та нерухомість — 13,8 %.